# Neuilly-Saint-Front
Neuilly-Saint-Front je francouzská obec v departementu Aisne v regionu Hauts-de-France. V roce 2011 zde žilo 2 166 obyvatel. Je centrem kantonu Neuilly-Saint-Front.

## Sousední obce
Chouy, Latilly, Macogny, Marizy-Saint-Mard, Monnes, Priez, Rozet-Saint-Albin, Sommelans, Vichel-Nanteuil,

## Vývoj počtu obyvatel
Počet obyvatel 